# Starčevićeva stranka prava
Starčevićeva stranka prava (nazvana i milinovci, prema vođi Mili Starčeviću) naziv je za hrvatsku nacionalnu političku stranku koja je 1908. godine nastala raskolom unutar tadašnje Čiste stranke prava, odnosno odcjepljenjem frakcije na čelu s Milom Starčevićevim i dr. Antom Pavelićem st. Razlog je bilo nezadovoljstvo politikom Josipa Franka, koji je nastojao Hrvatsku što je moguće više vezati uz Beč. Starčevićanci su to držali izdajom načela Ante Starčevića o nužnosti stvaranja samostalne i suverene Hrvatske. 
Među glavnim uzrocima raskolu bilo je to što su austrijski vrhovi željeli da čisti pravaši bezuvjetno podupiru aneksiju Bosne i Hercegovine te protusrpsku hajku koja je potom uslijedila. Povod raskolu bio je razgovor Franka s ugarskim ministrom predsjednikom Sándorom Wekerleom, u kojem se Frank obvezao da će surađivati s Rauchovim promađarskim, izrazito dualističkim režimom. Frank je naime htio postati oslonac velikoaustrijske politike nakon aneksije Bosne i Hercegovine. U želji da ugodi velikoaustrijskim krugovima, Frank se zalaže za rješenje hrvatskog pitanja tako da se hrvatske zemlje, uključujući Bosnu i Hercegovinu, okupe unutar Monarhije kao upravna, a ne državna jedinica. Nakon toga mnogi frankovci napuštaju stranku. Na sjednici stranačkog vodstva 23. travnja 1908. došlo je do raskola. Mile Starčević, Ante Pavelić st. te Ivan Peršić nisu htjeli postati oružje vrhova Monarhije (Rauchova režima) u protusrpskoj hajci te istupaju iz Frankove stranke. Ogradili su se od frankovačke pomoći austrijsko-mađarskom pritisku na Hrvatsku i osudili pokušaje razbijanja Hrvatsko-srpske koalicije, iako ju nisu izravno podržali. 
Prvi poticaji za obnovu starčevićanske struje došli su od obnovljene dalmatinske Stranke prava, koja je željela da hrvatski pokret u svoje djelovanje uključi i Srbe i Slovence. Mate Drinković u tu je svrhu iznio prijedlog da se Srbima i muslimanima u budućoj hrvatskoj državi zajamči kulturna i vjerska autonomija te da se Srbima dopusti uporaba ćirilice i srpske zastave, što su frankovci oštro osudili te su ih u svojoj žestokoj propagandi označivali kao srbofile i veleizdajnike. 
Starčevićanci su uskoro najavili pravi povratak Starčeviću. Povratak Starčeviću trebao je očistiti stranku od "frankovštine" i lažnog liberalizma. Formulacija "povratka" Anti Starčeviću bila je Mili Starčeviću i njegovim suradnicima doista velik problem. U tijeku je bio "veleizdajnički proces" protiv Srba, pa se nije mogla zahtijevati samostalna Hrvatska država izvan okvira Monarhije. Revidiran je program iz 1894., a zahtijevao je sjedinjenje hrvatskih zemalja, parlamentarnu vladavinu, trijalizam te građanske slobode.
U sljedećem razdoblju, nakon aneksije Bosne i Hercegovine, Starčevićeva stranka prava se konsolidira, dok frankovci otvoreno služe Rauchovu režimu. Kasnije se pridružuje Svepravaškoj organizaciji (1911. – 1912.), zajedno s Hrvatskom kršćansko-socijalnom strankom prava, koja je tad uključivala i Čistu stranku prava, te dalmatinskim i istarskim pravašima te Hrvatskom katoličkom udrugom i Hrvatskom narodnom zajednicom iz Bosne i Hercegovine, te je jedno vrijeme nekadašnja Stranka prava bila obnovljena, jer je to bio jedini način da se izvorni pravaši zajedničkim silama odupru Hrvatskoj stranci prava i njezinoj Hrvatsko-srpskoj koaliciji i programu suradnje sa Srbima, uz oslanjanje na Mađare. No to nije imalo uspjeha i Organizacija se je raspala, a pojedine sastavnice nastavljaju djelovati samostalno.
U vrijeme Prvoga svjetskog rata stranka se zalagala za Hrvatsku "bez skrbnika", što je bio eufemizam za neovisnost. Međutim nakon raspada Austro-Ugarske njezini čelnici prilaze Narodnom vijeću, sudjeluju u stvaranju Države SHS, a potom i Kraljevine SHS. Razlog tomu je što je Mile Starčević umro, 10. ožujka 1917. godine, pa je za predsjednika njegove stranke izabran dr. Ante Pavelić (stariji), zubar, također član masonske lože i zagovornik ujedinjavanja Hrvata, Srba i Slovenaca u jednu državu.  
Milinovci s Antom Pavelićem se udružuju zajedno s Naprednom demokratskom strankom dr. Ivana Lorkovića u Hrvatsku zajednicu i HZ postaje jedan od političkih grupacija u vrijeme jugoslavenske monarhije. 
Od 1908. do 1910. godine izdavala je list Starčevićanac.